# فهرست شهرها و روستاهای لوئیزیانا
فهرست شهرها و شهرک‌های ایالت لوئیزیانا:
| ردیف | نام                         | نوع    | جمعیت (۲۰۱۰) |
| ---- | --------------------------- | ------ | ------------ |
| ۱    | ابیویل، لوئیزیانا           | ciudad | ۱۲٬۲۵۷       |
| ۲    | ابیتا اسپرینگز، لوئیزیانا   | pueblo | ۲٬۳۶۵        |
| ۳    | ادیس، لوئیزیانا             | pueblo | ۳٬۵۹۳        |
| ۴    | آلبانی، لوئیزیانا           | villa  | ۱٬۰۸۸        |
| ۵    | الکساندریا، لوئیزیانا       | ciudad | ۴۷٬۷۲۳       |
| ۶    | آما، لوئیزیانا              | CDP    | ۱٬۳۱۶        |
| ۷    | املیا، لوئیزیانا            | CDP    | ۲٬۴۵۹        |
| ۸    | امیت سیتی، لوئیزیانا        | pueblo | ۴٬۱۴۱        |
| ۹    | اناکوکو، لوئیزیانا          | villa  | ۸۶۹          |
| ۱۰   | انجی، لوئیزیانا             | villa  | ۲۵۱          |
| ۱۱   | ارابی، لوئیزیانا            | CDP    | ۳٬۶۳۵        |
| ۱۲   | آرکیدیا، لوئیزیانا          | pueblo | ۲٬۹۱۹        |
| ۱۳   | ارناودویل، لوئیزیانا        | pueblo | ۱٬۰۵۷        |
| ۱۴   | اشلند، لوئیزیانا            | villa  | ۲۶۹          |
| ۱۵   | آتن، لوئیزیانا              | villa  | ۲۴۹          |
| ۱۶   | آتلانتا، لوئیزیانا          | villa  | ۱۶۳          |
| ۱۷   | اووندال، لوئیزیانا          | CDP    | ۴٬۹۵۴        |
| ۱۸   | بیکر، لوئیزیانا             | ciudad | ۱۳٬۸۹۵       |
| ۱۹   | بالدوین، لوئیزیانا          | pueblo | ۲٬۴۳۶        |
| ۲۰   | بال، لوئیزیانا              | pueblo | ۴٬۰۰۰        |
| ۲۱   | بنکس اسپرینگز، لوئیزیانا    | CDP    | ۱٬۱۹۲        |
| ۲۲   | باراتاریا، لوئیزیانا        | CDP    | ۱٬۱۰۹        |
| ۲۳   | باسیل، لوئیزیانا            | pueblo | ۱٬۸۲۱        |
| ۲۴   | بسکین، لوئیزیانا            | villa  | ۲۵۴          |
| ۲۵   | بسترپ، لوئیزیانا            | ciudad | ۱۱٬۳۶۵       |
| ۲۶   | باتون‌روژ                    | ciudad | ۲۲۹٬۴۹۳      |
| ۲۷   | باتون‌روژ                    | CDP    | ۳٬۵۸۸        |
| ۲۸   | بایو بلو، لوئیزیانا         | CDP    | ۱۲٬۳۵۲       |
| ۲۹   | بایو کین، لوئیزیانا         | CDP    | ۱۹٬۳۵۵       |
| ۳۰   | بایو کانتری کلاب، لوئیزیانا | CDP    | ۱٬۳۹۶        |
| ۳۱   | بایو گووش، لوئیزیانا        | CDP    | ۲٬۰۷۱        |
| ۳۲   | بایو گوولا، لوئیزیانا       | CDP    | ۶۱۲          |
| ۳۳   | بایو ل'وورس، لوئیزیانا      | CDP    | ۱٬۹۷۸        |
| ۳۴   | بایو ویستا، لوئیزیانا       | CDP    | ۴٬۶۵۲        |
| ۳۵   | بلچ، لوئیزیانا              | villa  | ۲۶۳          |
| ۳۶   | بل شسی، لوئیزیانا           | CDP    | ۱۲٬۶۷۹       |
| ۳۷   | بل رووز، لوئیزیانا          | CDP    | ۱٬۹۰۲        |
| ۳۸   | بلمانت، لوئیزیانا           | CDP    | ۳۶۱          |
| ۳۹   | بنتون، لوئیزیانا            | pueblo | ۱٬۹۴۸        |
| ۴۰   | برنیس، لوئیزیانا            | pueblo | ۱٬۶۸۹        |
| ۴۱   | بریک، لوئیزیانا             | pueblo | ۴٬۹۴۶        |
| ۴۲   | بینویل، لوئیزیانا           | villa  | ۲۱۸          |
| ۴۳   | بلانچارد، لوئیزیانا         | pueblo | ۲٬۸۹۹        |
| ۴۴   | بوگالوسا، لوئیزیانا         | ciudad | ۱۲٬۲۳۲       |
| ۴۵   | بنیتا، لوئیزیانا            | villa  | ۲۸۴          |
| ۴۶   | بوتویل، لوئیزیانا           | CDP    | ۸۵۴          |
| ۴۷   | بوردلونویل، لوئیزیانا       | CDP    | ۵۲۵          |
| ۴۸   | بووژر، لوئیزیانا            | ciudad | ۶۱٬۳۱۵       |
| ۴۹   | بورگ، لوئیزیانا             | CDP    | ۲٬۵۷۹        |
| ۵۰   | بووت، لوئیزیانا             | CDP    | ۳٬۰۷۵        |
| ۵۱   | بویس، لوئیزیانا             | pueblo | ۱٬۰۰۴        |
| ۵۲   | برنچ، لوئیزیانا             | CDP    | ۳۸۸          |
| ۵۳   | براوکس بریج، لوئیزیانا      | ciudad | ۸٬۱۳۹        |
| ۵۴   | بریج سیتی، لوئیزیانا        | CDP    | ۷٬۷۰۶        |
| ۵۵   | بروسارد، لوئیزیانا          | ciudad | ۸٬۱۹۷        |
| ۵۶   | براونفیلد، لوئیزیانا        | CDP    | ۵٬۴۰۱        |
| ۵۷   | براونزویل، لوئیزیانا        | CDP    | ۴٬۳۱۷        |
| ۵۸   | بروسلی، لوئیزیانا           | pueblo | ۲٬۵۸۹        |
| ۵۹   | بریسلاند، لوئیزیانا         | villa  | ۱۰۸          |
| ۶۰   | بانکی، لوئیزیانا            | ciudad | ۴٬۱۷۱        |
| ۶۱   | بوراس، لوئیزیانا            | CDP    | ۹۴۵          |
| ۶۲   | کید، لوئیزیانا              | CDP    | ۱٬۷۲۳        |
| ۶۳   | کلهون، لوئیزیانا            | CDP    | ۶۷۹          |
| ۶۴   | کلوین، لوئیزیانا            | villa  | ۲۳۸          |
| ۶۵   | کمرون، لوئیزیانا            | CDP    | ۴۰۶          |
| ۶۶   | کمپتی، لوئیزیانا            | pueblo | ۱٬۰۵۶        |
| ۶۷   | کنکتون، لوئیزیانا           | villa  | ۴۸۴          |
| ۶۸   | کرنکرو، لوئیزیانا           | ciudad | ۷٬۵۲۶        |
| ۶۹   | کرلیس، لوئیزیانا            | CDP    | ۴٬۶۷۰        |
| ۷۰   | کستر، لوئیزیانا             | villa  | ۲۵۸          |
| ۷۱   | کتاهوولا، لوئیزیانا         | CDP    | ۱٬۰۹۴        |
| ۷۲   | سیسیلیا، لوئیزیانا          | CDP    | ۱٬۹۸۰        |
| ۷۳   | سنتر پوینت، لوئیزیانا       | CDP    | ۴۹۲          |
| ۷۴   | سنترال، لوئیزیانا           | ciudad | ۲۶٬۸۶۴       |
| ۷۵   | چاکبای، لوئیزیانا           | CDP    | ۵٬۱۷۷        |
| ۷۶   | چالمت، لوئیزیانا            | CDP    | ۱۶٬۷۵۱       |
| ۷۷   | چارنتون، لوئیزیانا          | CDP    | ۱٬۹۰۳        |
| ۷۸   | چاتایگنیر، لوئیزیانا        | villa  | ۳۶۴          |
| ۷۹   | چتم، لوئیزیانا              | pueblo | ۵۵۷          |
| ۸۰   | چاووین، لوئیزیانا           | CDP    | ۲٬۹۱۲        |
| ۸۱   | چنیویل، لوئیزیانا           | pueblo | ۶۲۵          |
| ۸۲   | چاکتاو، لوئیزیانا           | CDP    | ۸۷۹          |
| ۸۳   | چوودرانت، لوئیزیانا         | villa  | ۸۴۵          |
| ۸۴   | چارچ پوینت، لوئیزیانا       | pueblo | ۴٬۵۶۰        |
| ۸۵   | کلیبورن، لوئیزیانا          | CDP    | ۱۱٬۵۰۷       |
| ۸۶   | کلرنس، لوئیزیانا            | villa  | ۴۹۹          |
| ۸۷   | کلارک، لوئیزیانا            | villa  | ۱٬۰۱۷        |
| ۸۸   | کلیتن، لوئیزیانا            | pueblo | ۷۱۱          |
| ۸۹   | کلینتن، لوئیزیانا           | pueblo | ۱٬۶۵۳        |
| ۹۰   | کوولفکس، لوئیزیانا          | pueblo | ۱٬۵۵۸        |
| ۹۱   | کولینستون، لوئیزیانا        | villa  | ۲۸۷          |
| ۹۲   | کلامبیا، لوئیزیانا          | pueblo | ۳۹۰          |
| ۹۳   | کانونت، لوئیزیانا           | CDP    | ۷۱۱          |
| ۹۴   | کانورس، لوئیزیانا           | villa  | ۴۴۰          |
| ۹۵   | کاتن ولی، لوئیزیانا         | pueblo | ۱٬۰۰۹        |
| ۹۶   | کوتونپورت، لوئیزیانا        | pueblo | ۲٬۰۰۶        |
| ۹۷   | کووشاتا، لوئیزیانا          | pueblo | ۱٬۹۶۴        |
| ۹۸   | کاوینگتن، لوئیزیانا         | ciudad | ۸٬۷۶۵        |
| ۹۹   | کرولا، لوئیزیانا            | villa  | ۲۱۳          |
| ۱۰۰  | کرسنت، لوئیزیانا            | CDP    | ۹۵۹          |
| ۱۰۱  | کراولی، لوئیزیانا           | ciudad | ۱۳٬۲۶۵       |
| ۱۰۲  | کالن، لوئیزیانا             | pueblo | ۱٬۱۶۳        |
| ۱۰۳  | کات، لوئیزیانا              | CDP    | ۵٬۹۷۶        |
| ۱۰۴  | دلکمبر، لوئیزیانا           | pueblo | ۱٬۸۶۶        |
| ۱۰۵  | دلی، لوئیزیانا              | pueblo | ۲٬۹۱۹        |
| ۱۰۶  | دلتا، لوئیزیانا             | villa  | ۲۸۴          |
| ۱۰۷  | دنم اسپرینگز، لوئیزیانا     | ciudad | ۱۰٬۲۱۵       |
| ۱۰۸  | دکوینسی، لوئیزیانا          | ciudad | ۳٬۲۳۵        |
| ۱۰۹  | دریددر، لوئیزیانا           | ciudad | ۱۰٬۵۷۸       |
| ۱۱۰  | دی الماندس، لوئیزیانا       | CDP    | ۲٬۵۰۵        |
| ۱۱۱  | دسترهان، لوئیزیانا          | CDP    | ۱۱٬۵۳۵       |
| ۱۱۲  | دویل، لوئیزیانا             | CDP    | ۱٬۷۶۴        |
| ۱۱۳  | دیکسی این، لوئیزیانا        | villa  | ۲۷۳          |
| ۱۱۴  | دودسون، لوئیزیانا           | villa  | ۳۳۷          |
| ۱۱۵  | دونالدسونویل، لوئیزیانا     | ciudad | ۷٬۴۳۶        |
| ۱۱۶  | دونسویل، لوئیزیانا          | villa  | ۱۴۱          |
| ۱۱۷  | دویلین، لوئیزیانا           | villa  | ۸۱۸          |
| ۱۱۸  | درای پرنگ، لوئیزیانا        | villa  | ۴۳۶          |
| ۱۱۹  | دوباچ، لوئیزیانا            | pueblo | ۹۶۱          |
| ۱۲۰  | دوببرلی، لوئیزیانا          | villa  | ۲۷۳          |
| ۱۲۱  | دولاک، لوئیزیانا            | CDP    | ۱٬۴۶۳        |
| ۱۲۲  | دوسون، لوئیزیانا            | pueblo | ۱٬۷۱۶        |
| ۱۲۳  | ایست هودگ، لوئیزیانا        | villa  | ۲۸۹          |
| ۱۲۴  | ایستوود، لوئیزیانا          | CDP    | ۴٬۰۹۳        |
| ۱۲۵  | ایدن آیل، لوئیزیانا         | CDP    | ۷٬۰۴۱        |
| ۱۲۶  | ادگارد، لوئیزیانا           | CDP    | ۲٬۴۴۱        |
| ۱۲۷  | ادگفیلد، لوئیزیانا          | villa  | ۲۱۸          |
| ۱۲۸  | اگان، لوئیزیانا             | CDP    | ۶۳۱          |
| ۱۲۹  | ایلیزبت، لوئیزیانا          | pueblo | ۵۳۲          |
| ۱۳۰  | الموود، لوئیزیانا           | CDP    | ۴٬۶۳۵        |
| ۱۳۱  | التون، لوئیزیانا            | pueblo | ۱٬۱۲۸        |
| ۱۳۲  | امپایر، لوئیزیانا           | CDP    | ۹۹۳          |
| ۱۳۳  | اپس، لوئیزیانا              | villa  | ۸۵۴          |
| ۱۳۴  | ارت، لوئیزیانا              | pueblo | ۲٬۱۱۴        |
| ۱۳۵  | ایراس، لوئیزیانا            | pueblo | ۱۵۵          |
| ۱۳۶  | اروینویل، لوئیزیانا         | CDP    | ۲٬۱۹۲        |
| ۱۳۷  | ایستل، لوئیزیانا            | CDP    | ۱۶٬۳۷۷       |
| ۱۳۸  | استروود، لوئیزیانا          | villa  | ۸۸۹          |
| ۱۳۹  | ایونیس، لوئیزیانا           | ciudad | ۱۰٬۳۹۸       |
| ۱۴۰  | اورگرین، لوئیزیانا          | pueblo | ۳۱۰          |
| ۱۴۱  | فارمرویل، لوئیزیانا         | pueblo | ۳٬۸۶۰        |
| ۱۴۲  | فنتون، لوئیزیانا            | villa  | ۳۷۹          |
| ۱۴۳  | فریدی، لوئیزیانا            | pueblo | ۳٬۵۱۱        |
| ۱۴۴  | فیفث وارد، لوئیزیانا        | CDP    | ۸۰۰          |
| ۱۴۵  | فیشر، لوئیزیانا             | villa  | ۲۳۰          |
| ۱۴۶  | فلورین، لوئیزیانا           | villa  | ۶۳۳          |
| ۱۴۷  | فوولسم، لوئیزیانا           | villa  | ۷۱۶          |
| ۱۴۸  | فوردوچ، لوئیزیانا           | pueblo | ۹۲۸          |
| ۱۴۹  | فوریست، لوئیزیانا           | villa  | ۳۵۵          |
| ۱۵۰  | فوریست هیل، لوئیزیانا       | villa  | ۸۱۸          |
| ۱۵۱  | فورت جسوپ، لوئیزیانا        | CDP    | ۵۰۹          |
| ۱۵۲  | فورت پووک شمالی، لوئیزیانا  | CDP    | ۲٬۸۶۴        |
| ۱۵۳  | فورت پووک جنوبی، لوئیزیانا  | CDP    | ۹٬۰۳۸        |
| ۱۵۴  | فرانکلین، لوئیزیانا         | ciudad | ۷٬۶۶۰        |
| ۱۵۵  | فرانکلینتون، لوئیزیانا      | pueblo | ۳٬۸۵۷        |
| ۱۵۶  | فرنچ ستلمنت، لوئیزیانا      | villa  | ۱٬۱۱۶        |
| ۱۵۷  | فریرسون، لوئیزیانا          | CDP    | ۱۴۳          |
| ۱۵۸  | گلیانوو، لوئیزیانا          | CDP    | ۷٬۶۷۶        |
| ۱۵۹  | گاردر، لوئیزیانا            | CDP    | ۱۰٬۵۸۰       |
| ۱۶۰  | گاریویل، لوئیزیانا          | CDP    | ۲٬۸۱۱        |
| ۱۶۱  | جرجتاون، لوئیزیانا          | villa  | ۳۲۷          |
| ۱۶۲  | گیبسلاند، لوئیزیانا         | pueblo | ۹۷۹          |
| ۱۶۳  | گیلبرت، لوئیزیانا           | villa  | ۵۲۱          |
| ۱۶۴  | گیلیام، لوئیزیانا           | villa  | ۱۶۴          |
| ۱۶۵  | گیلیس، لوئیزیانا            | CDP    | ۶۵۷          |
| ۱۶۶  | گلنکو، لوئیزیانا            | CDP    | ۲۱۱          |
| ۱۶۷  | گلنمورا، لوئیزیانا          | pueblo | ۱٬۳۴۲        |
| ۱۶۸  | گلوستر، لوئیزیانا           | CDP    | ۹۴           |
| ۱۶۹  | گوولدن مدوو، لوئیزیانا      | pueblo | ۲٬۱۰۱        |
| ۱۷۰  | گولدونا، لوئیزیانا          | villa  | ۴۳۰          |
| ۱۷۱  | گنزالیس، لوئیزیانا          | ciudad | ۹٬۷۸۱        |
| ۱۷۲  | گرامبلینگ، لوئیزیانا        | ciudad | ۴٬۹۴۹        |
| ۱۷۳  | گرمرسی، لوئیزیانا           | pueblo | ۳٬۶۱۳        |
| ۱۷۴  | گرند کین، لوئیزیانا         | villa  | ۲۴۲          |
| ۱۷۵  | گرند کوتاو، لوئیزیانا       | pueblo | ۹۴۷          |
| ۱۷۶  | گرند آیل، لوئیزیانا         | pueblo | ۱٬۲۹۶        |
| ۱۷۷  | گرند پوینت، لوئیزیانا       | CDP    | ۲٬۴۷۳        |
| ۱۷۸  | گری، لوئیزیانا              | CDP    | ۵٬۵۸۴        |
| ۱۷۹  | گریسن، لوئیزیانا            | villa  | ۵۳۲          |
| ۱۸۰  | گرینزبرگ، لوئیزیانا         | pueblo | ۷۱۸          |
| ۱۸۱  | گرینوود، لوئیزیانا          | pueblo | ۳٬۲۱۹        |
| ۱۸۲  | گرتنا، لوئیزیانا            | ciudad | ۱۷٬۷۳۶       |
| ۱۸۳  | گروس تیتی، لوئیزیانا        | villa  | ۶۴۷          |
| ۱۸۴  | گویدان، لوئیزیانا           | pueblo | ۱٬۳۹۸        |
| ۱۸۵  | هکبری، لوئیزیانا            | CDP    | ۱٬۲۶۱        |
| ۱۸۶  | هاهنویل، لوئیزیانا          | CDP    | ۳٬۳۴۴        |
| ۱۸۷  | هل سامیت، لوئیزیانا         | villa  | ۳۰۰          |
| ۱۸۸  | همند، لوئیزیانا             | ciudad | ۲۰٬۰۱۹       |
| ۱۸۹  | هرهن، لوئیزیانا             | ciudad | ۹٬۲۷۷        |
| ۱۹۰  | هرسنبرگ، لوئیزیانا          | villa  | ۳۴۸          |
| ۱۹۱  | هاروی، لوئیزیانا            | CDP    | ۲۰٬۳۴۸       |
| ۱۹۲  | هاوگهتون، لوئیزیانا         | pueblo | ۳٬۴۵۴        |
| ۱۹۳  | هیز، لوئیزیانا              | CDP    | ۷۸۰          |
| ۱۹۴  | هاینسویل، لوئیزیانا         | pueblo | ۲٬۳۲۷        |
| ۱۹۵  | هفلین، لوئیزیانا            | villa  | ۲۴۴          |
| ۱۹۶  | هندرسن، لوئیزیانا           | pueblo | ۱٬۶۷۴        |
| ۱۹۷  | هسمر، لوئیزیانا             | villa  | ۸۰۲          |
| ۱۹۸  | هستر، لوئیزیانا             | CDP    | ۴۹۸          |
| ۱۹۹  | هودگ، لوئیزیانا             | villa  | ۴۷۰          |
| ۲۰۰  | هوومر، لوئیزیانا            | pueblo | ۳٬۲۳۷        |
| ۲۰۱  | هورنبک، لوئیزیانا           | pueblo | ۴۸۰          |
| ۲۰۲  | هوستون، لوئیزیانا           | villa  | ۳۱۸          |
| ۲۰۳  | هوما، لوئیزیانا             | ciudad | ۳۳٬۷۲۷       |
| ۲۰۴  | آیدا، لوئیزیانا             | villa  | ۲۲۱          |
| ۲۰۵  | ایندیپندنس، لوئیزیانا       | pueblo | ۱٬۶۶۵        |
| ۲۰۶  | اینیسوولد، لوئیزیانا        | CDP    | ۶٬۱۸۰        |
| ۲۰۷  | آیووتا، لوئیزیانا           | pueblo | ۱٬۵۰۰        |
| ۲۰۸  | آیوا، لوئیزیانا             | pueblo | ۲٬۹۹۶        |
| ۲۰۹  | جکسن، لوئیزیانا             | pueblo | ۳٬۸۴۲        |
| ۲۱۰  | جیمزتاون، لوئیزیانا         | villa  | ۱۳۹          |
| ۲۱۱  | لافیت، لوئیزیانا            | pueblo | ۱٬۹۰۳        |
| ۲۱۲  | جانرت، لوئیزیانا            | ciudad | ۵٬۵۳۰        |
| ۲۱۳  | جفرسن، لوئیزیانا            | CDP    | ۱۱٬۱۹۳       |
| ۲۱۴  | یینا، لوئیزیانا             | pueblo | ۳٬۳۹۸        |
| ۲۱۵  | جنینگز، لوئیزیانا           | ciudad | ۱۰٬۳۸۳       |
| ۲۱۶  | جوونزوو، لوئیزیانا          | pueblo | ۴٬۷۰۴        |
| ۲۱۷  | جونسویل، لوئیزیانا          | pueblo | ۲٬۲۶۵        |
| ۲۱۸  | جردن هیل، لوئیزیانا         | CDP    | ۲۱۱          |
| ۲۱۹  | جویس، لوئیزیانا             | CDP    | ۳۸۴          |
| ۲۲۰  | جانکشن سیتی، لوئیزیانا      | villa  | ۵۸۲          |
| ۲۲۱  | کپلن، لوئیزیانا             | ciudad | ۴٬۶۰۰        |
| ۲۲۲  | کاچی، لوئیزیانا             | pueblo | ۲۹۵          |
| ۲۲۳  | کنر، لوئیزیانا              | ciudad | ۶۶٬۷۰۲       |
| ۲۲۴  | کنتوود، لوئیزیانا           | pueblo | ۲٬۱۹۸        |
| ۲۲۵  | کیلبوورن، لوئیزیانا         | villa  | ۴۱۶          |
| ۲۲۶  | کیلیان، لوئیزیانا           | pueblo | ۱٬۲۰۶        |
| ۲۲۷  | کیلونا، لوئیزیانا           | CDP    | ۷۹۳          |
| ۲۲۸  | کایند، لوئیزیانا            | pueblo | ۲٬۴۷۷        |
| ۲۲۹  | کرامر، لوئیزیانا            | CDP    | ۹۳۴          |
| ۲۳۰  | کروتز اسپرینگز، لوئیزیانا   | pueblo | ۱٬۱۹۸        |
| ۲۳۱  | لابادیویل، لوئیزیانا        | CDP    | ۱٬۸۵۴        |
| ۲۳۲  | لاکسین، لوئیزیانا           | CDP    | ۴۸۰          |
| ۲۳۳  | لاکومب، لوئیزیانا           | CDP    | ۸٬۶۷۹        |
| ۲۳۴  | لفیت، لوئیزیانا             | ciudad | ۱۲۰٬۶۲۳      |
| ۲۳۵  | لافیت، لوئیزیانا            | CDP    | ۹۷۲          |
| ۲۳۶  | لافورشه کراسینگ، لوئیزیانا  | CDP    | ۲٬۰۰۲        |
| ۲۳۷  | لیک آرتر، لوئیزیانا         | pueblo | ۲٬۷۳۸        |
| ۲۳۸  | لیک چارلز، لوئیزیانا        | ciudad | ۷۱٬۹۹۳       |
| ۲۳۹  | لیک پراویدنس، لوئیزیانا     | pueblo | ۳٬۹۹۱        |
| ۲۴۰  | لیکشور، لوئیزیانا           | CDP    | ۱٬۹۳۰        |
| ۲۴۱  | لیکویو، لوئیزیانا           | CDP    | ۹۴۸          |
| ۲۴۲  | لاپلاس، لوئیزیانا           | CDP    | ۲۹٬۸۷۲       |
| ۲۴۳  | لاروس، لوئیزیانا            | CDP    | ۷٬۴۰۰        |
| ۲۴۴  | لاوتل، لوئیزیانا            | CDP    | ۱٬۱۹۸        |
| ۲۴۵  | لکومپت، لوئیزیانا           | pueblo | ۱٬۲۲۷        |
| ۲۴۶  | لسویل، لوئیزیانا            | ciudad | ۶٬۶۱۲        |
| ۲۴۷  | لمانویل، لوئیزیانا          | CDP    | ۸۶۰          |
| ۲۴۸  | لونویل، لوئیزیانا           | pueblo | ۱٬۰۸۴        |
| ۲۴۹  | لیلی، لوئیزیانا             | villa  | ۱۱۸          |
| ۲۵۰  | لیزبن، لوئیزیانا            | villa  | ۱۸۵          |
| ۲۵۱  | لیوینگستن، لوئیزیانا        | pueblo | ۱٬۷۶۹        |
| ۲۵۲  | لیووونیا، لوئیزیانا         | pueblo | ۱٬۴۴۲        |
| ۲۵۳  | لاکپرت، لوئیزیانا           | pueblo | ۲٬۵۷۸        |
| ۲۵۴  | لاکپورت هایتس، لوئیزیانا    | CDP    | ۱٬۲۸۶        |
| ۲۵۵  | لووگنزپرت، لوئیزیانا        | pueblo | ۱٬۵۵۵        |
| ۲۵۶  | لنگستریت، لوئیزیانا         | villa  | ۱۵۷          |
| ۲۵۷  | لونگویل، لوئیزیانا          | CDP    | ۶۳۵          |
| ۲۵۸  | لوراوویل، لوئیزیانا         | villa  | ۸۸۷          |
| ۲۵۹  | لاکی، لوئیزیانا             | villa  | ۲۷۲          |
| ۲۶۰  | لولینگ، لوئیزیانا           | CDP    | ۱۲٬۱۱۹       |
| ۲۶۱  | لوتچر، لوئیزیانا            | pueblo | ۳٬۵۵۹        |
| ۲۶۲  | لیدیا، لوئیزیانا            | CDP    | ۹۵۲          |
| ۲۶۳  | مدسنویل، لوئیزیانا          | pueblo | ۷۴۸          |
| ۲۶۴  | ماموو، لوئیزیانا            | pueblo | ۳٬۲۴۲        |
| ۲۶۵  | مندویل، لوئیزیانا           | ciudad | ۱۱٬۵۶۰       |
| ۲۶۶  | مانگهام، لوئیزیانا          | pueblo | ۶۷۲          |
| ۲۶۷  | منزفیلد، لوئیزیانا          | ciudad | ۵٬۰۰۱        |
| ۲۶۸  | منسورا، لوئیزیانا           | pueblo | ۱٬۴۱۹        |
| ۲۶۹  | منی، لوئیزیانا              | pueblo | ۲٬۸۵۳        |
| ۲۷۰  | مرینگوین، لوئیزیانا         | pueblo | ۱٬۰۹۸        |
| ۲۷۱  | مریان، لوئیزیانا            | pueblo | ۷۶۵          |
| ۲۷۲  | مارکسویل، لوئیزیانا         | ciudad | ۵٬۷۰۲        |
| ۲۷۳  | ماررو، لوئیزیانا            | CDP    | ۳۳٬۱۴۱       |
| ۲۷۴  | مارتن، لوئیزیانا            | villa  | ۵۹۴          |
| ۲۷۵  | ماتهوس، لوئیزیانا           | CDP    | ۲٬۲۰۹        |
| ۲۷۶  | مریس، لوئیزیانا             | villa  | ۹۶۴          |
| ۲۷۷  | مکناری، لوئیزیانا           | villa  | ۲۱۱          |
| ۲۷۸  | ملویل، لوئیزیانا            | pueblo | ۱٬۰۴۱        |
| ۲۷۹  | می روژ، لوئیزیانا           | villa  | ۶۲۸          |
| ۲۸۰  | مراوکس، لوئیزیانا           | CDP    | ۵٬۸۱۶        |
| ۲۸۱  | مرمنتاو، لوئیزیانا          | villa  | ۶۶۱          |
| ۲۸۲  | مریدال، لوئیزیانا           | CDP    | ۹٬۷۷۲        |
| ۲۸۳  | مریویل، لوئیزیانا           | pueblo | ۱٬۱۰۳        |
| ۲۸۴  | متایری، لوئیزیانا           | CDP    | ۱۳۸٬۴۸۱      |
| ۲۸۵  | میدوی، لوئیزیانا            | CDP    | ۱٬۲۹۱        |
| ۲۸۶  | میلتن، لوئیزیانا            | CDP    | ۳٬۰۳۰        |
| ۲۸۷  | میندن، لوئیزیانا            | ciudad | ۱۳٬۰۸۲       |
| ۲۸۸  | مینورکا، لوئیزیانا          | CDP    | ۲٬۳۱۷        |
| ۲۸۹  | منروو، لوئیزیانا            | ciudad | ۴۸٬۸۱۵       |
| ۲۹۰  | مونتگوت، لوئیزیانا          | CDP    | ۱٬۵۴۰        |
| ۲۹۱  | مانتری، لوئیزیانا           | CDP    | ۴۳۹          |
| ۲۹۲  | مانتگامری، لوئیزیانا        | pueblo | ۷۳۰          |
| ۲۹۳  | مانتیچلوو، لوئیزیانا        | CDP    | ۵٬۱۷۲        |
| ۲۹۴  | مانتپیلیر، لوئیزیانا        | villa  | ۲۶۶          |
| ۲۹۵  | مونتز، لوئیزیانا            | CDP    | ۱٬۹۱۸        |
| ۲۹۶  | مونشاین، لوئیزیانا          | CDP    | ۱۹۴          |
| ۲۹۷  | مورینگسپورت، لوئیزیانا      | pueblo | ۷۹۳          |
| ۲۹۸  | موراوویل، لوئیزیانا         | villa  | ۹۲۹          |
| ۲۹۹  | مرگن سیتی، لوئیزیانا        | ciudad | ۱۲٬۴۰۴       |
| ۳۰۰  | مورگانزا، لوئیزیانا         | villa  | ۶۱۰          |
| ۳۰۱  | مرس، لوئیزیانا              | villa  | ۸۱۲          |
| ۳۰۲  | مس بلاف، لوئیزیانا          | CDP    | ۱۱٬۵۵۷       |
| ۳۰۳  | ماوند، لوئیزیانا            | villa  | ۱۹           |
| ۳۰۴  | ماونت لبنن، لوئیزیانا       | pueblo | ۸۳           |
| ۳۰۵  | ناپولونویل، لوئیزیانا       | villa  | ۶۶۰          |
| ۳۰۶  | ناتالبانی، لوئیزیانا        | CDP    | ۲٬۹۸۴        |
| ۳۰۷  | نچیز، لوئیزیانا             | villa  | ۵۹۷          |
| ۳۰۸  | نکیتاش، لوئیزیانا           | ciudad | ۱۸٬۳۲۳       |
| ۳۰۹  | نووا آیبیریا، لوئیزیانا     | ciudad | ۳۰٬۶۱۷       |
| ۳۱۰  | نیو لانو، لوئیزیانا         | pueblo | ۲٬۵۰۴        |
| ۳۱۱  | نیواورلئان، لوئیزیانا       | ciudad | ۳۴۳٬۸۲۹      |
| ۳۱۲  | نیو رودز، لوئیزیانا         | ciudad | ۴٬۸۳۱        |
| ۳۱۳  | نیو سرپی، لوئیزیانا         | CDP    | ۱٬۴۶۴        |
| ۳۱۴  | نیولتون، لوئیزیانا          | pueblo | ۱٬۱۸۷        |
| ۳۱۵  | نوبل، لوئیزیانا             | villa  | ۲۵۲          |
| ۳۱۶  | نرکو، لوئیزیانا             | CDP    | ۳٬۰۷۴        |
| ۳۱۷  | هودگ شمالی، لوئیزیانا       | villa  | ۳۸۸          |
| ۳۱۸  | واچری شمالی، لوئیزیانا      | CDP    | ۲٬۳۴۶        |
| ۳۱۹  | نوروود، لوئیزیانا           | villa  | ۳۲۲          |
| ۳۲۰  | اوک گروو، لوئیزیانا         | pueblo | ۱٬۷۲۷        |
| ۳۲۱  | اوک هیل پلیس، لوئیزیانا     | CDP    | ۸٬۱۹۵        |
| ۳۲۲  | اووک ریج، لوئیزیانا         | villa  | ۱۴۴          |
| ۳۲۳  | اووکدیل، لوئیزیانا          | ciudad | ۷٬۷۸۰        |
| ۳۲۴  | اوبرلین، لوئیزیانا          | pueblo | ۱٬۷۷۰        |
| ۳۲۵  | اول سیتی، لوئیزیانا         | pueblo | ۱٬۰۰۸        |
| ۳۲۶  | اوولد جفرسن، لوئیزیانا      | CDP    | ۶٬۹۸۰        |
| ۳۲۷  | اولیا، لوئیزیانا            | pueblo | ۱٬۳۸۵        |
| ۳۲۸  | آپلوسس، لوئیزیانا           | ciudad | ۱۶٬۶۳۴       |
| ۳۲۹  | اورتا، لوئیزیانا            | CDP    | ۴۱۸          |
| ۳۳۰  | اوسون، لوئیزیانا            | CDP    | ۲٬۱۴۴        |
| ۳۳۱  | پاینکوورتویل، لوئیزیانا     | CDP    | ۹۱۱          |
| ۳۳۲  | پلمتوو، لوئیزیانا           | villa  | ۱۶۴          |
| ۳۳۳  | پارادیس، لوئیزیانا          | CDP    | ۱٬۲۹۸        |
| ۳۳۴  | پارکس، لوئیزیانا            | villa  | ۶۵۳          |
| ۳۳۵  | پترسن، لوئیزیانا            | ciudad | ۶٬۱۱۲        |
| ۳۳۶  | پائولینا، لوئیزیانا         | CDP    | ۱٬۱۷۸        |
| ۳۳۷  | پرل ریور، لوئیزیانا         | pueblo | ۲٬۵۰۶        |
| ۳۳۸  | پیر پارت، لوئیزیانا         | CDP    | ۳٬۱۶۹        |
| ۳۳۹  | پاین پریری، لوئیزیانا       | villa  | ۱٬۶۱۰        |
| ۳۴۰  | پاینویل، لوئیزیانا          | ciudad | ۱۴٬۵۵۵       |
| ۳۴۱  | پاینیر، لوئیزیانا           | villa  | ۱۵۶          |
| ۳۴۲  | پیتکین، لوئیزیانا           | CDP    | ۵۷۶          |
| ۳۴۳  | پلین دیلینگ، لوئیزیانا      | pueblo | ۱٬۰۱۵        |
| ۳۴۴  | پلاکومین، لوئیزیانا         | ciudad | ۷٬۱۱۹        |
| ۳۴۵  | پلاوچویل، لوئیزیانا         | villa  | ۲۴۸          |
| ۳۴۶  | پلزنت هیل، لوئیزیانا        | villa  | ۷۲۳          |
| ۳۴۷  | پلژر بند، لوئیزیانا         | CDP    | ۲۵۰          |
| ۳۴۸  | پوینت پلیس، لوئیزیانا       | CDP    | ۴۰۰          |
| ۳۴۹  | ای لا هاچ، لوئیزیانا        | CDP    | ۱۸۷          |
| ۳۵۰  | پالک، لوئیزیانا             | pueblo | ۴۶۹          |
| ۳۵۱  | پونچاتوولا، لوئیزیانا       | ciudad | ۶٬۵۵۹        |
| ۳۵۲  | پرت الن، لوئیزیانا          | ciudad | ۵٬۱۸۰        |
| ۳۵۳  | پرت بار، لوئیزیانا          | pueblo | ۲٬۰۵۵        |
| ۳۵۴  | پرت سالفر، لوئیزیانا        | CDP    | ۱٬۷۶۰        |
| ۳۵۵  | پرت وینسنت، لوئیزیانا       | villa  | ۷۴۱          |
| ۳۵۶  | پاوتن، لوئیزیانا            | villa  | ۱۳۵          |
| ۳۵۷  | پویدراس، لوئیزیانا          | CDP    | ۲٬۳۵۱        |
| ۳۵۸  | پرایریویل، لوئیزیانا        | CDP    | ۲۶٬۸۹۵       |
| ۳۵۹  | پرسکویل، لوئیزیانا          | CDP    | ۱٬۸۰۷        |
| ۳۶۰  | پرین، لوئیزیانا             | CDP    | ۷٬۸۱۰        |
| ۳۶۱  | پراسپکت، لوئیزیانا          | CDP    | ۴۷۶          |
| ۳۶۲  | پرووونسال، لوئیزیانا        | villa  | ۶۱۱          |
| ۳۶۳  | کویتمان، لوئیزیانا          | villa  | ۱۸۱          |
| ۳۶۴  | راسلاند، لوئیزیانا          | CDP    | ۱۰٬۱۹۳       |
| ۳۶۵  | راین، لوئیزیانا             | ciudad | ۷٬۹۵۳        |
| ۳۶۶  | رایویل، لوئیزیانا           | pueblo | ۳٬۶۹۵        |
| ۳۶۷  | رد شوت، لوئیزیانا           | CDP    | ۶٬۲۶۱        |
| ۳۶۸  | رددل، لوئیزیانا             | CDP    | ۷۳۳          |
| ۳۶۹  | ریو، لوئیزیانا              | villa  | ۲۳۲          |
| ۳۷۰  | ریسرو، لوئیزیانا            | CDP    | ۹٬۷۶۶        |
| ۳۷۱  | ریچمند، لوئیزیانا           | villa  | ۵۷۷          |
| ۳۷۲  | ریکوود، لوئیزیانا           | pueblo | ۳٬۳۹۲        |
| ۳۷۳  | ریجکرست، لوئیزیانا          | pueblo | ۶۹۴          |
| ۳۷۴  | رینگولد، لوئیزیانا          | pueblo | ۱٬۴۹۵        |
| ۳۷۵  | ریور ریج، لوئیزیانا         | CDP    | ۱۳٬۴۹۴       |
| ۳۷۶  | روانوک، لوئیزیانا           | CDP    | ۵۴۶          |
| ۳۷۷  | روبلین، لوئیزیانا           | villa  | ۱۷۴          |
| ۳۷۸  | راک هیل، لوئیزیانا          | CDP    | ۲۷۴          |
| ۳۷۹  | رودسا، لوئیزیانا            | villa  | ۲۷۰          |
| ۳۸۰  | رومویل، لوئیزیانا           | CDP    | ۱۳۰          |
| ۳۸۱  | رزدیل، لوئیزیانا            | villa  | ۷۹۳          |
| ۳۸۲  | روسلاند، لوئیزیانا          | pueblo | ۱٬۱۲۳        |
| ۳۸۳  | روسپین، لوئیزیانا           | pueblo | ۱٬۶۹۲        |
| ۳۸۴  | راستن، لوئیزیانا            | ciudad | ۲۱٬۸۵۹       |
| ۳۸۵  | سیلین، لوئیزیانا            | villa  | ۲۷۷          |
| ۳۸۶  | سرپتا، لوئیزیانا            | pueblo | ۸۹۱          |
| ۳۸۷  | شرایور، لوئیزیانا           | CDP    | ۶٬۸۵۳        |
| ۳۸۸  | اسکات، لوئیزیانا            | ciudad | ۸٬۶۱۴        |
| ۳۸۹  | شنندووا، لوئیزیانا          | CDP    | ۱۸٬۳۹۹       |
| ۳۹۰  | شونگالو، لوئیزیانا          | villa  | ۱۸۲          |
| ۳۹۱  | شریوپورت                    | ciudad | ۱۹۹٬۳۱۱      |
| ۳۹۲  | سیبلی، لوئیزیانا            | pueblo | ۱٬۲۱۸        |
| ۳۹۳  | سیسلی آیلند، لوئیزیانا      | villa  | ۵۲۶          |
| ۳۹۴  | سیک، لوئیزیانا              | villa  | ۱۱۹          |
| ۳۹۵  | سیمسپورت، لوئیزیانا         | pueblo | ۲٬۱۶۱        |
| ۳۹۶  | سیمپسن، لوئیزیانا           | villa  | ۶۳۸          |
| ۳۹۷  | سیمسبورو، لوئیزیانا         | villa  | ۸۴۱          |
| ۳۹۸  | سینگر، لوئیزیانا            | CDP    | ۲۸۷          |
| ۳۹۹  | سیراکوساویل، لوئیزیانا      | CDP    | ۴۲۲          |
| ۴۰۰  | اسلتر، لوئیزیانا            | pueblo | ۹۹۷          |
| ۴۰۱  | اسلایدل، لوئیزیانا          | ciudad | ۲۷٬۰۶۸       |
| ۴۰۲  | سورل، لوئیزیانا             | CDP    | ۷۶۶          |
| ۴۰۳  | سورنتو، لوئیزیانا           | pueblo | ۱٬۴۰۱        |
| ۴۰۴  | ساوت منزفیلد، لوئیزیانا     | villa  | ۳۴۶          |
| ۴۰۵  | ساوت واچری، لوئیزیانا       | CDP    | ۳٬۶۴۲        |
| ۴۰۶  | اسپارسویل، لوئیزیانا        | villa  | ۱۳۷          |
| ۴۰۷  | اسپوکن، لوئیزیانا           | CDP    | ۴۴۲          |
| ۴۰۸  | اسپرینگفیلد، لوئیزیانا      | pueblo | ۴۸۷          |
| ۴۰۹  | اسپرینگهیل، لوئیزیانا       | ciudad | ۵٬۲۶۹        |
| ۴۱۰  | سنت فرانسیسویل، لوئیزیانا   | pueblo | ۱٬۷۶۵        |
| ۴۱۱  | سنت گیبریال، لوئیزیانا      | ciudad | ۶٬۶۷۷        |
| ۴۱۲  | سنت جیمز، لوئیزیانا         | CDP    | ۸۲۸          |
| ۴۱۳  | سنت جووزف، لوئیزیانا        | pueblo | ۱٬۱۷۶        |
| ۴۱۴  | سنت مارتینویل، لوئیزیانا    | ciudad | ۶٬۱۱۴        |
| ۴۱۵  | سنت موریس، لوئیزیانا        | CDP    | ۳۲۳          |
| ۴۱۶  | سنت رووز، لوئیزیانا         | CDP    | ۸٬۱۲۲        |
| ۴۱۷  | استنلی، لوئیزیانا           | villa  | ۱۰۷          |
| ۴۱۸  | استارکس، لوئیزیانا          | CDP    | ۶۶۴          |
| ۴۱۹  | استارت، لوئیزیانا           | CDP    | ۹۰۵          |
| ۴۲۰  | استرلینگتون، لوئیزیانا      | pueblo | ۱٬۵۹۴        |
| ۴۲۱  | استوونول، لوئیزیانا         | pueblo | ۱٬۸۱۴        |
| ۴۲۲  | سوگارتوون، لوئیزیانا        | CDP    | ۵۴           |
| ۴۲۳  | سالفر، لوئیزیانا            | ciudad | ۲۰٬۴۱۰       |
| ۴۲۴  | سان، لوئیزیانا              | villa  | ۴۷۰          |
| ۴۲۵  | سانست، لوئیزیانا            | pueblo | ۲٬۸۹۷        |
| ۴۲۶  | سپریم، لوئیزیانا            | CDP    | ۱٬۰۵۲        |
| ۴۲۷  | سوارتز، لوئیزیانا           | CDP    | ۴٬۵۳۶        |
| ۴۲۸  | تفت، لوئیزیانا              | CDP    | ۶۳           |
| ۴۲۹  | تلولا، لوئیزیانا            | ciudad | ۷٬۳۳۵        |
| ۴۳۰  | تانگیپاهوا، لوئیزیانا       | villa  | ۷۴۸          |
| ۴۳۱  | تریتوون، لوئیزیانا          | CDP    | ۲۳٬۳۱۹       |
| ۴۳۲  | تیبدوو، لوئیزیانا           | ciudad | ۱۴٬۵۶۶       |
| ۴۳۳  | تیکفاو، لوئیزیانا           | villa  | ۶۹۴          |
| ۴۳۴  | تیمبرلن، لوئیزیانا          | CDP    | ۱۰٬۲۴۳       |
| ۴۳۵  | ترایمف، لوئیزیانا           | CDP    | ۲۱۶          |
| ۴۳۶  | تولوس، لوئیزیانا            | pueblo | ۳۸۵          |
| ۴۳۷  | ترکی کریک، لوئیزیانا        | villa  | ۴۴۱          |
| ۴۳۸  | یونیون، لوئیزیانا           | CDP    | ۸۹۲          |
| ۴۳۹  | یورینیا، لوئیزیانا          | pueblo | ۱٬۳۱۳        |
| ۴۴۰  | وارنادو، لوئیزیانا          | villa  | ۱٬۴۶۱        |
| ۴۴۱  | ونیس، لوئیزیانا             | CDP    | ۲۰۲          |
| ۴۴۲  | ونترس، لوئیزیانا            | CDP    | ۸۹۰          |
| ۴۴۳  | ویدیلیا، لوئیزیانا          | pueblo | ۴٬۲۹۹        |
| ۴۴۴  | وینا، لوئیزیانا             | pueblo | ۳۸۶          |
| ۴۴۵  | وینا بند، لوئیزیانا         | CDP    | ۱٬۲۵۱        |
| ۴۴۶  | ویلیج سنت جورج، لوئیزیانا   | CDP    | ۷٬۱۰۴        |
| ۴۴۷  | ویل پلت، لوئیزیانا          | ciudad | ۷٬۴۳۰        |
| ۴۴۸  | وینتن، لوئیزیانا            | pueblo | ۳٬۲۱۲        |
| ۴۴۹  | وایولت، لوئیزیانا           | CDP    | ۴٬۹۷۳        |
| ۴۵۰  | ویویان، لوئیزیانا           | pueblo | ۳٬۶۷۱        |
| ۴۵۱  | واگامان، لوئیزیانا          | CDP    | ۱۰٬۰۱۵       |
| ۴۵۲  | واکر، لوئیزیانا             | pueblo | ۶٬۱۳۸        |
| ۴۵۳  | والیس، لوئیزیانا            | CDP    | ۶۷۱          |
| ۴۵۴  | والاس ریج، لوئیزیانا        | CDP    | ۷۱۰          |
| ۴۵۵  | واشینگتن، لوئیزیانا         | pueblo | ۹۶۴          |
| ۴۵۶  | واترپروف، لوئیزیانا         | pueblo | ۶۸۸          |
| ۴۵۷  | واتسون، لوئیزیانا           | CDP    | ۱٬۰۴۷        |
| ۴۵۸  | ولکام، لوئیزیانا            | CDP    | ۸۰۰          |
| ۴۵۹  | ولش، لوئیزیانا              | pueblo | ۳٬۲۲۶        |
| ۴۶۰  | وست منرو، لوئیزیانا         | ciudad | ۱۳٬۰۶۵       |
| ۴۶۱  | وستلیک، لوئیزیانا           | ciudad | ۴٬۵۶۸        |
| ۴۶۲  | وستمینستر، لوئیزیانا        | CDP    | ۳٬۰۰۸        |
| ۴۶۳  | وستوگو، لوئیزیانا           | ciudad | ۸٬۵۳۴        |
| ۴۶۴  | بایو گوولا، لوئیزیانا       | pueblo | ۱٬۸۸۳        |
| ۴۶۵  | ویلسن، لوئیزیانا            | villa  | ۵۹۵          |
| ۴۶۶  | وینفیلد، لوئیزیانا          | ciudad | ۴٬۸۴۰        |
| ۴۶۷  | وینسبورو، لوئیزیانا         | ciudad | ۴٬۹۱۰        |
| ۴۶۸  | ویسنر، لوئیزیانا            | pueblo | ۹۶۴          |
| ۴۶۹  | وودمیر، لوئیزیانا           | CDP    | ۱۲٬۰۸۰       |
| ۴۷۰  | وودورت، لوئیزیانا           | pueblo | ۱٬۰۹۶        |
| ۴۷۱  | یوونگسویل، لوئیزیانا        | ciudad | ۸٬۱۰۵        |
| ۴۷۲  | زاکاری، لوئیزیانا           | ciudad | ۱۴٬۹۶۰       |
| ۴۷۳  | زولا، لوئیزیانا             | pueblo | ۱٬۷۵۹        |